# أمراء القصيم
أمراء القصيم عندما يأتي الحديث عن إمارة منطقة القصيم وعمّن تولى الإمارة في هذه المنطقة المهمة فإنه يتبادر إلى الذهن حقبتان من الزمن؛ الأولى ما قبل توحيد وقيام الدولة السعودية الثالثة، والحقبة الثانية هي ما بعد التأسيس. وإذا تحدثنا عن مرحلة ما قبل التأسيس فإننا سنستعرض أسماء أمراء بريدة باعتبارها العاصمة الإدارية وبها مقر إمارة منطقة القصيم، حيث تعاقب على إمارتها منذ تأسيسها عام 985 هـ قبل قيام الدولة السعودية الأولى إلى قيام الدولة السعودية الثانية عدد من الأمراء، وقد اختلفت أوضاع إماراتهم، ربما كان ذلك تبعًا للأوضاع السائدة في كل فترة زمنية، فقد تستدعي تحولات الأمور من شأن إلى شأن تنوع وتبدل التوجهات، وكذلك فإن الظروف الاجتماعية والمعيشية غير الجيدة في كثير من الأزمنة التي مرّت بها المنطقة قبل الدولة السعودية الثالثة؛ كانت تمر بتجاذبات تنشأ عن خلافات مناطقية واختلافات بالرؤى والتوجهات، فلكل أمير زمانه وظروفه وتوجهاته طبقاً للمرحلة المعاشة، بما فيها من مؤثرات داخلية وخارجية، إلى أن قامت الدولة السعودية الثالثة فأخذت الأمور بعموم الجزيرة وضمنها منطقة القصيم تميل إلى الاستقرار التدريجي، واتضاح للرؤية في إدارة الأمور وتسيير مصالح المجتمع، وكانت القصيم من أشد المناصرين لدعوة الإمام محمد بن عبد الوهاب وبايعوا إمارة الدرعية وكان ذلك سببًا في هجوم ومحاصرة حاكم الأحساء لهم وكذلك هجوم جيش العراق عليهم بقيادة الثويني عليهم في مقر الإمارة في بريدة عندما كان حاكم القصيم في ذلك الوقت حجيلان بن حمد آل أبوعليان الذي اظهر شجاعة فائقة وتجلدًا بالدفاع عن بلدته عبر سوره المشهور.

## أمراء القصيم قبل تأسيس الدولة السعودية الثالثة
تعددت مشارب أمراء المنطقة قبل قيام الدولة السعودية الثالثة، فتجد منهم من هو من منطقة القصيم، ومنهم من تولى الإمارة بتكليف من خارج منطقة القصيم، وهنا قائمة بأمراء تلك الفترة:
1. الأمير راشد الدريبي من آل أبو عليان من العناقر من بني سعد من قبيلة بني تميم 985هـ
2. الأمير حمود عبد الله الدريبي من آل أبو عليان 1153هـ
3. الأمير راشد حمود الدريبي من آل أبو عليان 1154هـ
4. الأمير عبد الله بن حسن من آل أبو عليان 1184هـ
5. الأمير راشد حمود الدريبي من آل أبو عليان 1186هـ
6. الأمير عبد الله بن حسن من آل أبو عليان 1189هـ
7. الأمير حجيلان بن حمد من آل أبو عليان 1190هـ
8. الأمير عبد الله بن حجيلان بن حمد من آل أبو عليان 1234هـ
9. الأمير رشيد سليمان الحجيلان من آل أبو عليان 1235هـ
10. الأمير عبد الله بن محمد بن عبد الله بن حسن من آل أبو عليان 1235هـ
11. الأمير سليمان العرفج من آل أبو عليان 1236هـ
12. الأمير محمد العلي العرفج من آل أبو عليان 1237هـ
13. الامير محمد بن عبدالله بن نصار ال ابو عليان ١٢٤٢هـ
14. الأمير عبد العزيز بن محمد بن عبد الله من آل أبو عليان 1243هـ
15. الأمير عبد المحسن بن محمد بن عبد الله من آل أبو عليان 1266هـ
16. الأمير عبد العزيز بن محمد بن عبد الله من آل أبو عليان 1267هـ
17. الأمير عبد الله بن عبد العزيز بن عدوان من آل أبو عليان 1275هـ
18. الأمير محمد الغانم من آل أبو عليان 1276هـ
19. الأمير عبد العزيز بن محمد بن عبد الله من آل أبو عليان 1276هـ
20. الأمير عبد الرحمن بن إبراهيم من قبيلة الفضول 1277هـ
21. الأمير محمد بن احمد السديري من السدارى من البدارين من الدواسر 1279هـ
22. الأمير سليمان بن رشيد بن سليمان الحجيلاني من آل أبو عليان 1280هـ
23. الأمير مهنا بن صالح بن حسين أبا الخيل من آل نجيد من المنابهة من بني وهب من عنزة 1280هـ
24. الأمير حسن بن مهنا أبا الخيل 1292هـ
25. الأمير حسين بن جراد من آل حسين من النواصر من بني تميم (المذنب) 1308هـ
26. الأمير  حمود بن صالح الزيد من الجري من شمر، عين من قبل بن رشيد 1310هـ
27. الأمير سالم بن سبهان من آل جعفر من عبدة من شمر، عين من قبل بن رشيد 1318هـ
28. الأمير عبد الرحمن بن ضبعان من بني خالد، عين من قبل بن رشيد 1321هـ
29. الأمير صالح بن حسن بن مهنا أبا الخيل 1322هـ
30. الأمير محمد بن عبد الله بن مهنا أبا الخيل 1324هـ

## أمراء القصيم بعد انضمامها للدولة السعودية الثالثة
عندما قامت الدولة السعودية الثالثة أصبحت الدولة تنعم بالأمن والطمأنينة، وتبع ذلك انتعاش الحياة الاجتماعية ومصادر الرزق، لاسيما مع تولي الإمارة من تم تعيينهم من قبل حكومة الدولة السعودية الثالثة ومن قبل الملك عبدالعزيز، وهنا قائمة بأمراء منطقة القصيم بعد تأسيس الدولة السعودية الثالثة:
1. الأمير عبد الله بن جلوي بن تركي آل سعود 1326هـ
2. الأمير عبد العزيز بن مساعد بن جلوي آل سعود 1329هـ
3. الأمير تركي الأول بن عبد العزيز آل سعود 1336هـ
4. الأمير مشاري بن جلوي بن تركي آل سعود 1338هـ
5. الأمير مبارك بن مبيريك 1342هـ
6. الأمير عبد الله بن فيصل بن فرحان آل سعود 1354هـ
7. الأمير عبد الله بن عبد العزيز بن مساعد آل سعود 1366هـ
8. الأمير محمد بن عبد الله البتال 1375هـ
9. الأمير سعود بن هذلول بن ناصر آل سعود 1378هـ
10. الأمير فهد بن محمد بن عبد الرحمن آل سعود 1382هـ
11. الأمير عبد الإله بن عبد العزيز آل سعود 1400هـ
12. الأمير فيصل بن بندر بن عبد العزيز آل سعود 1412هـ
13. الأمير د.فيصل بن مشعل بن سعود بن عبد العزيز آل سعود 1436هـ حتى يومنا الحاضر